# 中山武公
中山武公（ちゅうざんぶこう、? - 前407年、在位：前414年 - 前407年）は、中山国の第2代公。